# Corey Hirsch
Corey Hirsch, född 10 augusti 1972, är en kanadensisk före detta ishockeymålvakt.
Corey Hirsch draftades av New York Rangers 1991 men spelade bara 4 matcher för klubben. Han har även spelat med NHL-lagen Vancouver Canucks, Washington Capitals, och Dallas Stars.
1994 deltog han i OS i Lillehammer med Kanada och släppte in den avgörande straffen från Peter Forsberg i finalen. Målet blev också motiv för ett frimärke. Dock har man redigerat bort Hirsch namn och nummer på frimärket då han krävde 100 000 dollar från posten för att de skulle få ha med honom. Dessutom har tröjfärgen på frimärket ersatts till blå, från Kanadas typiska röda matchdress som användes i den aktuella matchen mot Sverige. Han har senare spelat i Sverige, bland annat i Timrå IK och Malmö Redhawks.